# Puscifer
Puscifer — американская рок-группа, создателем и постоянным участником которой является Мэйнард Джеймс Кинан, который известен своим участием в коллективах Children of the Anachronistic Dynasty, Tool и A Perfect Circle. Сам Кинан позиционирует Puscifer, как полноценный и в перспективе долгосрочный проект.
В одном из видео Кинан, говоря о том, что представляет собой Puscifer, выразился так:
«Я все еще встречаю неверную точку зрения о том, что это какой-то второстепенный сайд-проект или какая-то шутка. Это абсолютно не так. Мы рвали свои задницы над этим проектом последние несколько лет.»

## Название
Впервые слово Puscifer появилось в американском телешоу «Mr. Show» в качестве названия пока не существующей на тот момент группы, где Кинан и Адам Джонс исполнили роли ее участников. Однако в одном из интервью Кинан говорил, что Puscifer в действительности существовал в качестве маленького проекта еще до телешоу, но носил другое название — «Umlaut», впоследствии название быстро сменилось на Puscifer.
Само слово Puscifer (/ˈpʊsɪfər/), очевидно, является сочетанием двух слов Pussy (в одном из значений перевода с англ. грубое сленговое обозначение женщины) и Lucifer (с англ. Люцифер — в христианстве настоящее имя падшего архангела отождествляемого с Сатаной и дьяволом).

## История создания
После выпущенного в 2004 году альбома Emotive коллектив A Perfect Circle взял продолжительный перерыв, и в 2006 году появились первые упоминания о том, что проект A Perfect Circle завершил свое существование. Так, его основатель Билли Хаурдел в интервью 2006 года сказал, что «APC завершен на сегодняшний день» и, что он и его друг Мэйнард сконцентрировались на своих сайд-проектах. И в 2007 году у сайд-проекта Кинана Puscifer выходит альбом «„V“ Is for Vagina», а у сайд-проекта Хаурдела Ashes Divide выходит альбом «Keep Telling Myself It’s Alright» в 2008. Позже Кинан говорил о том, что несмотря на то, что он занят своим новым проектом, «APC все еще жив», и в дальнейшем он продолжит работать над A Perfect Circle. Тем не менее A Perfect Circle постепенно ушел в прошлое: даже несмотря на то, что в последующие годы музыканты давали несколько концертов в качестве A Perfect Circle, группа в течение длительного периода времени не могла воссоединиться, и Puscifer стал основным проектом Кинана.

## Участники
С Puscifer на протяжении существования проекта работали несколько музыкантов и продюсеров, такие как: Renholdër (Дэнни Лонер), Милла Йовович, Лиза Джермано, Джошуа Юстис, Джонни Полонски, Тим Александр, Джои Джордисон и другие.
На данный момент в коллектив входят:
- Мэйнард Джеймс Кинан (Maynard James Keenan) — Вокал
- Карина Раунд (Carina Round) — Вокал, гитара
- Мэт Митчел (Mat Mitchell) — Соло-гитара
- Пол Баркер (Paul Barker) — Бас-гитара
- Джеф Фрайдл (Jeff Friedl) — Ударные
- Маса Заргарян (Mahsa Zargaran)- Клавишные, гитара, бэк-вокал.[15]

## Дискография

### Студийные альбомы
- «V» Is for Vagina (2007)
- Conditions of My Parole (2011)
- Money Shot (2015)
- Existential Reckoning (2020)

### Альбомы Ремиксов
- «V» Is for Viagra. The Remixes (2008)
- «D» Is for Dubby — The Lustmord Dub Mixes (2008)
- Sound into Blood into Wine (2010)
- All Re-Mixed Up (2013)

### Концертные записи
- Puscifer’s 8-Ball Bail Bonds — The Berger Barns Live in Phoenix (2013)
- What Is… (2013)

### EPs
- Don’t Shoot the Messenger (2007)
- «C» Is for (Please Insert Sophomoric Genitalia Reference HERE) (2009)
- Donkey Punch the Night (2013)

### Синглы
- «Cuntry Boner» (2007)
- «Queen B.» (2007)
- «DoZo» (2008)
- «The Mission» (2009)
- «Man Overboard» (2011)
- «Conditions of My Parole» (2011)
- «Telling Ghosts» (2012)
- «Grand Canyon» (2015)
- «The Remedy» (2015)
- «Apocalyptical» (2020)

### Видеоклипы
- «Cuntry Boner» (2007)
- «Queen B.» (2008)
- «DoZo» (2008)
- «Momma Sed» (2008)
- «The Mission» (2009)
- «Man Overboard» (2011)
- «Conditions of My Parole» (Короткая и режиссерская версии) (2011)
- «Telling Ghosts» (2012)
- «Toma» (2014)
- «Grand Canyon» (2015)
- «Money Shot» (2015)
- «The Remedy» (2015)
- «The Arsonist» (2016)
- «Apocalyptical» (2020)